# Frederic II de Dinamarca
Frederic II (Haderslev, 1 de juliol de 1534 - Slagelse, 4 d'abril de 1588) va ser rei de Dinamarca i de Noruega entre 1559 i 1588. Era fill de Cristià III i de Dorotea de Saxònia-Lauenburg.
El monarca tenia evidents inclinacions militars i un gran interès a coordinar el desenvolupament econòmic del regne. Dinamarca era llavors la principal potència d'Escandinàvia i controlava totalment el Mar Bàltic. Les seves pretensions el van conduir a entrar a la Guerra Nòrdica dels Set Anys, un conflicte contra el seu cosí Eric XIV de Suècia, que perjudicà tant a Dinamarca com a Noruega.
El seu regnat es va caracteritzar per un creixement de les finances del regne. Aquest fet li va permetre construir grans castells i palaus arreu del país.
El 20 de juliol de 1572, es va casar amb Sofia de Mecklenburg-Güstrow (1557-1631), filla d'Ulric III de Mecklenburg-Gustrow (1527-1603) i d'Elisabet d'Oldenburg de Dinamarca (1524-1586), qui fou la reina consort de Dinamarca. La parella va tenir set fills:
- Elisabet (1573-1626). Consort del duc Enric Juli de Brunswick-Lüneburg (1564-1613).
- Anna (1574-1619). Casada amb Jaume I d'Anglaterra i VI d'Escòcia (1566-1625).
- Cristià (1577-1648). Rei de Dinamarca i Noruega. Casat amb Anna Caterina de Brandenburg (1575-1612).
- Ulric (1578-1624).
- Augusta (1580-1639). Consort del duc Joan Adolf de Schleswig-Holstein-Gottorp (1575-1616).
- Eduviges (1581-1641). Consort del príncep elector Cristià II de Saxònia (1583-1611).
- Joan (1583-1602).